# قصص القرآن
في الإسلام قصص القرآن هي القصص التي أخبر بها الله في القرآن الكريم عن أحوال الأمم الماضية، والنبوات السابقة، والحوادث الواقعة ‘ وقد اشتمل القرآن على كثير من وقائع الماضي، وتاريخ الأمم، وذكر البلاد والديار. وتتبع آثار كل قوم، وحكى عنهم صورة ناطقة لما كانوا عليه وذلك لقوة تأثيرها في إصلاح القلوب والأعمال والأخلاق

## طريقة عرض قصص القرآن
للقرآن في طريقة عرض القصص صور متعددة:
1. يسرد القصة من أولها إلى آخرها كما في سورة يوسف.
2. يعرض جانبا من القصة في سورة والجانب الآخر في سورة أخرى مثل قصة موسى عليه السلام.
3. يعرض السورة مرة مبسوطة ومرة مقبوضة، ويراعي مكان العبرة ومقتضى المقام والغرض من القصة.

## فوائد ذكر القصص في القرآن
- التحذير من وقوع المسلمين فيما وقع فيه بنو إسرائيل[2]
- لأنها جمعت ذكر الأنبياء، والصالحين، والملائكة، والشياطين، والأنعام، وسير الملوك، والمماليك، والتجار، والعلماء، والرجال، والنساء، وحيلهن، وذكر التوحيد، والفقه، والسرّ، وتعبير الرؤيا، والسياسة، والمعاشرة، وتدبير المعاش، والصبر على الأذى، والحلم والعزّ، والحكم، إِلى غير ذلك من العجائب.[3]
- ليس مقصوده مقصوراً على ذكر الأولين فقط بل كل قصة منه إنما ذكرت لما يلحق هذه الأمة في أمد يومها من شبه أحوال من قص عليهم قصصه [4]
- لا يراد بها سرد تاريخ الأمم أو الأشخاص، وإنما هي عبرة للناس.[5]
- ليست مخترعة ولا مفتراة، بدليل وجود أمثالها بين الناس، قبل نزوله[6]
- جميعها مملوءة بالحكم[7]
- جعلها كالتمهيد لتفسيرها[8]
- آيات بينة على صدق دعوة الرسول صلى الله عليه وسلم ونذر عظيمة مما فيها من بيان سنن الله تعالى في الأمم، وعاقبة أمرهم مع الرسل، [9]
- تبين سنن الله في خلقه مع الأقوام الذين كذبوا الرسل وكان عاقبة أمرهم الدمار والنكال.[10]
- بيان أصول الدين المشتركة بين جميع الأنبياء من الإيمان بالله وتوحيده وعلمه وحكمته وعدله ورحمته والإيمان بالبعث والجزاء.
- بيان أن وظيفة الرسل تبليغ وحي الله لعباده فحسب، ولا يملكون وراء ذلك نفعا ولا ضرا.
- بيان سنن الله في استعداد الإنسان النفسي والعقلي لكل من الإيمان والكفر والخير والشر.
- بيان سنن الله في الاجتماع وطباع البشر وما في خلقه للعالم من الحكمة.
- آيات الله وحججه على خلقه في تأييد رسله.
- نصائح الأنبياء ومواعظهم الخاصة بكل قوم بحسب حالهم كقوم نوح في غوايتهم وغرورهم، وقوم فرعون وملئه في ثروتهم وعتوهم، وقوم عاد في قوتهم وبطشهم، وقوم لوط في فحشهم.
- القصة أشد أثرا في النفس إنّ القرآن نزل للتأثير على النفوس، وما من شيء أشد أثراً على النفوس من أسلوب القصة، ولذا اعتمد القرآن على إيراد الموعظة بنحو القصة[11]
- في قصص الماضين عبرة إن الإنسان إنما بدأ يتدرج في مراتب الرقي والحضارة من خلال اعتماده على تجارب الماضين من آبائه وأجداده، فتلافى ما وقعوا فيه من أخطاء، وعمل على تطوير ما توصلوا إليه من تجارب
- أسلوب القصة سهل ومفهوم القصة والتاريخ مفهومان عند كل أحد، على خلاف الاستدلالات العقلية، فإن الناس في مستوى الإدراك ليسوا سواسية.
- القصة في سبيل التعليم والتربية خطا القرآن الكريم أحسن الخطوات في بيان التواريخ والقصص في سبيل التعليم والتربية[11]

فإن أمكن أن يكون كل هذا حديثا مفترى، فان مفتريه يكون أكمل منهم جميعا علما وعملا وهداية وإصلاحا، فما أجدرهم أن يتبعوه، وما أحقهم أن يهتدوا بهديه،

## القصص المذكورة في القرآن الكريم

### قصص الأنبياء والرسل
| - آدم - نوح - هود - صالح - إبراهيم - إسماعيل - لوط - إسحاق - يعقوب - يوسف في الإسلام - الأسباط - أيوب - ذو الكفل | - شعيب - يونس - موسى - هارون - يوشع بن نون - صموئيل - داود - سليمان - زكريا - عيسى - يحيى - إلياس - اليسع |

### قصص الصالحين
- لقمان الحكيم
- ذو القرنين
- الخضر
- عزير
- حبيب النجار
- طالوت

### قصص النساء
| - حواء - آسية بنت مزاحم - امرأة نوح - امرأة لوط - زليخة - مريم | - هاجر - سارة - رحمة أو ليا بنت أفرائيم - سمية بنت خياط - أم كلثوم بنت عقبة - أم جميل - بلقيس |

### قصص الأقوام
| - قوم ثمود - قوم عاد - قوم تبع - أصحاب الرس - أصحاب القرية - أصحاب السبت | - أصحاب الجنة - أصحاب الأيكة - أصحاب الأخدود - أصحاب الكهف - سد مأرب - أصحاب الحجر - سورة المائدة#قصة المائدة |

### قصص الظالمين
| - فرعون - هامان - قارون - نمرود | - جالوت - قابيل - السامري - أبرهة الحبشي - بلعام بن باعوراء - أبو لهب |

### قصص الحيوانات
| - أصحاب الفيل - بقرة بني إسرائيل - ناقة صالح - نملة سليمان - حوت يونس | - حمار العزيز - غراب ابني آدم - كلب أهل الكهف - دابة الأرض - هدهد سليمان - كبش اسماعيل |

### مسلسل كرتوني يروي القصص
- قصص الإنسان في القرآن
- قصص النساء في القرآن
- قصص الآيات في القرآن
- قصص الحيوان في القرآن
- عجائب القصص في القرآن

## روابط خارجية
- 142 قصة من القران الكريم